# Columbus Challenger 2023
Il Columbus Challenger 2023 è stato un torneo maschile di tennis professionistico giocato sul cemento indoor. È stata la 13ª edizione del torneo, facente parte della categoria Challenger 75 nell'ambito dell'ATP Challenger Tour 2023. Si è giocato all' Ohio State Varsity Tennis Center di Columbus, negli Stati Uniti, dal 18 al 24 settembre 2023.

## Partecipanti

### Teste di serie
| Nazionalità | Giocatore        | Ranking* | Testa di serie |
| ----------- | ---------------- | -------- | -------------- |
| Francia     | Enzo Couacaud    | 178      | 1              |
| Stati Uniti | Denis Kudla      | 181      | 2              |
| Ecuador     | Emilio Gómez     | 185      | 3              |
| Canada      | Vasek Pospisil   | 187      | 4              |
| Stati Uniti | Tennys Sandgren  | 196      | 5              |
| Canada      | Alexis Galarneau | 200      | 6              |
| Australia   | Adam Walton      | 203      | 7              |
| Stati Uniti | Zachary Svajda   | 207      | 8              |

* Ranking all'11 settembre 2023.

### Altri partecipanti
I seguenti giocatori hanno ricevuto una wild card per il tabellone principale:
- Justin Boulais
- Cannon Kingsley
- James Tracy

Il seguente giocatore è entrato in tabellone con il ranking protetto:
- Christian Harrison

Il seguente giocatore è entrato in tabellone come alternate:
- Michael Geerts
- Illja Marčenko
- Tristan Schoolkate

I seguenti giocatori sono passati dalle qualificazioni:
- Bernard Tomic
- James Trotter
- Federico Agustín Gómez
- Aidan Mayo
- Jack Anthrop
- Strong Kirchheimer

## Punti e montepremi
| Torneo    | Torneo              | V      | F     | SF    | QF    | 2T    | 1T  | Q | Q2  | Q1  |
| Singolare | Punti               | 75     | 50    | 30    | 16    | 7     | 0   | 4 | 2   | 0   |
| Singolare | Premi in denaro ($) | 10,840 | 6,355 | 3,780 | 2,200 | 1,300 | 780 | – | 390 | 200 |
| Doppio    | Punti               | 75     | 50    | 30    | 16    | –     | 0   | – | –   | –   |
| Doppio    | Premi in denaro ($) | 4,645  | 2,700 | 1,630 | 965   | –     | 545 | – | –   | –   |

## Campioni

### Singolare
Denis Kudla ha sconfitto in finale  Alexis Galarneau con il punteggio di 6–2, 6–1.

### Doppio
Robert Cash /  James Trotter hanno sconfitto in finale  Guido Andreozzi /  Hans Hach Verdugo con il punteggio di 6–4, 2–6, [10–7].